# Millimeterpapier

millimeterpapier

Millimeterpapier is papier dat verdeeld is in vierkantjes van één vierkante millimeter. De dikkere strepen geven de vierkante centimeters aan. Dankzij de voorgedrukte strepen hoeft men de meetlat niet of minder te gebruiken.